# Октябрина (Татарстан)
Октябри́на — посёлок в Нурлатском районе Республики Татарстан Российской Федерации.
Маленькая деревня у подножья холма и речки Тимерлички в лесостепной зоне, в 3 км к югу от центра сельского поселения села Елаур. Численность населения в 2010 году составляло 110 человек. Жилых дворов в посёлке около 34.